# Konijn op grootmoeders wijze
Konijn op grootmoeders wijze is een hoorspel uit de Belgische thrillerhoorspelenreeks Maskers en Mysterie.

## Rolverdeling
- Marleen Maes - Hilde Dehaene
- Mark Willems - Claude Dehaene
- Pim Janssen - Ruben Dehaene
- Karl Ridders - Mark

## Plot
In de buurt van een Vlaams dorp wordt in korte tijd een verbrandingsoven opgeblazen. Voorheen werd de directeur veroordeeld voor het verbranden van zwaar toxicologisch afval. Bij de ontploffing is een deel van deze afval vrijgekomen. Hilde Dehaene, een van de dorpsbewoners, maakt zich ernstig zorgen, maar haar man Claude probeert heel de zaak te relativeren. Maar dan gebeuren vreemde dingen. In de buurt van de ontplofte verbrandingsoven worden dieren ontdekt met zware genetische afwijkingen. De mutaties ontwikkelen zich tot reuzen. Ook de gefokte konijnen van Ruben, de zoon van Claude en Hilde, en wanneer reusachtige vleesetende konijnen de buurt afstruinen, zijn de gevolgen niet meer te overzien.